# اچ‌ام‌اس لافوری (جی۹۹)
اچ‌ام‌اس لافوری (جی۹۹) (به انگلیسی: HMS Laforey (G99)) یک زیردریایی بود که طول آن ۳۶۲٫۵ فوت (۱۱۰٫۵ متر) بود. این زیردریایی در سال ۱۹۴۱ ساخته شد.